# SN 2004bm
SN 2004bm – supernowa typu Ic odkryta 25 kwietnia 2004 roku w galaktyce NGC 3437. W momencie odkrycia miała maksymalną jasność 17,50m.